# هانس مولدر
هانس مولدر (بالهولندية: Hans Mulder) (ولد في 27 أبريل 1987) هو لاعب كرة قدم هولندي-إسباني. يلعب حالياً مع نادي آر كي سي فالفيك

## روابط خارجية
- هانس مولدر على موقع قاعدة بيانات كرة القدم.إي يو (الإنجليزية)
- هانس مولدر على موقع Soccerway.com (الإنجليزية)
- هانس مولدر على موقع عالم كرة القدم.نت (الإنجليزية)